# 1923 a tudományban
Az 1923. év a tudományban és a technikában.

## Díjak
- Nobel-díjak
  - Fizikai Nobel-díj: Robert Millikan
  - Fiziológiai és orvostudományi Nobel-díj: Frederick Banting és John James Rickard Macleod
  - Kémiai Nobel-díj: Fritz Pregl

## Születések
- január 25. – Arvid Carlsson megosztott Nobel-díjas svéd orvos, kutató († 2018)
- február 13. – Chuck Yeager amerikai berepülőpilóta, aki a vízszintes repülésben elsőként lépte át a hangsebességet († 2020)
- május 21. – Armand Borel svájci matematikus († 2003)
- június 2. – Lloyd Shapley megosztott közgazdasági Nobel-emlékdíjjal kitüntetett amerikai matematikus és közgazdász († 2016)
- július 5. – Ivo Pitanguy francia származású brazil plasztikai sebész († 2016)
- szeptember 2. – René Thom francia matematikus († 2002)
- szeptember 9. – Daniel Carleton Gajdusek magyar–szlovák származású, megosztott Nobel-díjas amerikai virológus († 2008)
- szeptember 24. – Raoul Bott magyar-osztrák származású amerikai matematikus († 2005)
- november 8. – Jack Kilby Nobel-díjas amerikai fizikus, ő találta fel és hozta létre az első integrált áramkört († 2005)
- november 18. – Alan Shepard, az első amerikai űrhajós a világűrben († 1998)
- december  13. – Philip Warren Anderson Nobel-díjas amerikai fizikus († 2020)
- december  15. – Freeman Dyson angliai születésű amerikai fizikus és matematikus († 2020)

## Halálozások
- február 10. – Wilhelm Conrad Röntgen Nobel-díjas fizikus, gépészmérnök, a róla elnevezett röntgensugárzás felfedezője (* 1845)
- február 24. – Edward Morley amerikai fizikus (* 1838)
- március 8. – Johannes Diderik van der Waals Nobel-díjas holland fizikus, a termodinamika egyik úttörője, a gázok és folyadékok állapotegyenletének megalkotója (Van der Waals-egyenlet) (* 1837)
- március 27. – James Dewar brit kémikus és fizikus (* 1842)
- április 4. – John Venn brit matematikus, a Boole-logika kifejlesztője. A Venn-diagram létrehozójaként ismert (* 1834)
- július 13. – Ernst Otto Beckmann német kémikus (* 1853)
- december 27. – Gustave Eiffel fémszerkezetek építésére szakosodott francia építőmérnök és gyáriparos (* 1832)